# Premis Oscar de 2019
Els Premis Oscar de 2019 (en anglès: 92nd Academy Awards), organitzats per l'Acadèmia de les Arts i les Ciències Cinematogràfiques, guardonaren els millors films del 2019 al Dolby Theatre de Hollywood (Califòrnia). Després de més d'una dècada en què la cerimònia se celebrava a finals de febrer, aquesta edició se celebrà abans, el 9 de febrer del 2020. Per segon any consecutiu, la gala no va tenir presentador. Eímear Noone va dirigir l'orquestra en els fragments de les cinc peces musicals nominades de les pel·lícules, i va ser la primera dona a fer-ho en els Oscars.

## Guardons i nominacions
Els nominats als 92ns Oscar es van anunciar el 13 de gener del 2020 al Samuel Goldwyn Theater de Beverly Hills.	Els guanyadors apareixen primer i marcats en negreta:
| Millor pel·lícula | Millor director |
| --- | --- |
| - Paràsits – Kwak Sin-ae i Bong Joon-ho - Ford v Ferrari – Peter Chernin, Jenno Topping i James Mangold - The Irishman – Martin Scorsese, Robert De Niro, Jane Rosenthal i Emma Tillinger Koskoff - Jojo Rabbit – Carthew Neal i Taika Waititi - Joker – Todd Phillips, Bradley Cooper i Emma Tillinger Koskoff - Little Women – Amy Pascal - Marriage Story – Noah Baumbach i David Heyman - 1917 – Sam Mendes, Pippa Harris, Jayne-Ann Tenggren i Callum McDougal - Once Upon a Time in Hollywood – David Heyman, Shannon McIntosh i Quentin Tarantino | - Bong Joon-ho per Paràsits - Martin Scorsese per The Irishman - Todd Phillips per Joker - Sam Mendes per 1917 - Quentin Tarantino per Once Upon a Time in Hollywood |
| Millor actor | Millor actriu |
| - Joaquin Phoenix per Joker com a Arthur Fleck / Joker - Antonio Banderas per Dolor y gloria com a Salvador Mallo - Leonardo DiCaprio per Once Upon a Time in Hollywood com a Rick Dalton - Adam Driver per Marriage Story com a Charlie Barber - Jonathan Pryce per The Two Popes com a Cardenal Jorge Mario Bergoglio | - Renée Zellweger per Judy com a Judy Garland - Cynthia Erivo per Harriet com a Harriet Tubman - Scarlett Johansson per Marriage Story com a Nicole Barber - Saoirse Ronan per Little Women com a Josephine "Jo" March - Charlize Theron per Bombshell com a Megyn Kelly |
| Millor actor secundari | Millor actriu secundària |
| - Brad Pitt per Once Upon a Time in Hollywood com a Cliff Booth - Tom Hanks per A Beautiful Day in the Neighborhood com a Fred Rogers - Anthony Hopkins per The Two Popes com a Papa Benet XVI - Al Pacino per The Irishman com a Jimmy Hoffa - Joe Pesci per The Irishman com a Russell Bufalino | - Laura Dern per Marriage Story com a Nora Fanshaw - Kathy Bates per Richard Jewell com a Barbara "Bobi" Jewell - Scarlett Johansson per Jojo Rabbit com a Rosie Betzler - Florence Pugh per Little Women com a Amy March - Margot Robbie per Bombshell com a Kayla Pospisil |
| Millor guió original | Millor guió adaptat |
| - Paràsits, escrit per Bong Joon-ho i Han Jin-won - Knives Out, escrit per Rian Johnson - Marriage Story, escrit per Noah Baumbach - 1917, escrit per Sam Mendes i Krysty Wilson-Cairns - Once Upon a Time in Hollywood, escrit per Quentin Tarantino | - Jojo Rabbit, escrit per Taika Waititi, basat en la novel·la Caging Skies de Christine Leunens - The Irishman, escrit per Steven Zaillian, basat en el llibre I Heard You Paint Houses de Charles Brandt - Joker, escrit per Todd Phillips i Scott Silver, basat en els personatges creats per Bill Finger, Bob Kane i Jerry Robinson - Little Women, escrit per Greta Gerwig, basat en la novel·la de Louisa May Alcott - The Two Popes, escrit per Anthony McCarten, basat en la seva obra de teatre The Pope |
| Millor pel·lícula d'animació | Millor pel·lícula de parla no anglesa |
| - Toy Story 4 – Josh Cooley, Jonas Rivera i Mark Nielsen - Com ensinistrar un drac 3 – Dean DeBlois, Bonnie Arnold i Brad Lewis - J'ai perdu mon corps – Jeremy Clapin i Marc du Pontavice - Klaus – Sergio Pablos, Jinko Gotoh i Marisa Román - Missing Link – Chris Butler, Arianne Sutner i Travis Knight | - Paràsits (Corea del Sud) en coreà – Dirigida per Bong Joon-ho - Corpus Christi (Polònia) en polonès – Dirigida per Jan Komasa - Honeyland (Macedònia del Nord) en turc – Dirigida per Tamara Kotevska i Ljubomir Stefanov - Les Misérables (França) en francès – Dirigida per Ladj Ly - Dolor y gloria (Espanya) en espanyol – Dirigida per Pedro Almodóvar |
| Millor documentari | Millor curtmetratge documentari |
| - American Factory – Steven Bognar, Julia Reichert i Jeff Reichert - The Cave – Feras Fayyad, Kirstine Barfod i Sigrid Dyekjær - The Edge of Democracy – Petra Costa, Joanna Natasegara, Shane Boris i Tiago Pavan - For Sama – Waad Al-Kateab i Edward Watts - Honeyland – Ljubomir Stefanov, Tamara Kotevska i Atanas Georgiev | - Learning to Skateboard in a Warzone (If You're a Girl) – Carol Dysinger i Elena Andreicheva - In the Absence – Yi Seung-Jun i Gary Byung-Seok Kam - Life Overtakes Me – John Haptas i Kristine Samuelson - St. Louis Superman – Smriti Mundhra i Sami Khan - Walk Run Cha-Cha – Laura Nix i Colette Sandstedt |
| Millor curtmetratge | Millor curtmetratge d'animació |
| - The Neighbors' Window – Marshall Curry - Brotherhood – Meryam Joobeur i Maria Gracia Turgeon - Nefta Football Club – Yves Piat i Damien Megherbi - Saria – Bryan Buckley i Matt Lefebvre - A Sister – Delphine Girard | - Hair Love – Matthew A. Cherry i Karen Rupert Toliver - Dcera (Daughter) – Daria Kashcheeva - Kitbull – Rosana Sullivan i Kathryn Hendrickson - Memorable – Bruno Collet i Jean-François Le Corre - Sister – Siqi Song |
| Millor banda sonora | Millor cançó original |
| - Joker – Hildur Guðnadóttir - Little Women – Alexandre Desplat - Marriage Story – Randy Newman - 1917 – Thomas Newman - Star Wars: L'ascens de Skywalker – John Williams | - "(I'm Gonna) Love Me Again" de Rocketman – Música per Elton John; lletra per Bernie Taupin - "I Can't Let You Throw Yourself Away" de Toy Story 4 – Música i lletra per Randy Newman - "I'm Standing with You" de Breakthrough – Música i lletra per Diane Warren - "Into the Unknown" de Frozen II – Música i lletra per Kristen Anderson-Lopez i Robert Lopez - "Stand Up" de Harriet – Música i lletra per Joshuah Brian Campbell i Cynthia Erivo                                                           |
| Millor edició de so | Millor so |
| - Ford v Ferrari – Donald Sylvester - Joker – Alan Robert Murray - 1917 – Oliver Tarney i Rachael Tate - Once Upon a Time in Hollywood – Wylie Stateman - Star Wars: L'ascens de Skywalker – Matthew Wood i David Acord | - 1917 – Mark Taylor i Stuart Wilson - Ad Astra – Gary Rydstrom, Tom Johnson i Mark Ulano - Ford v Ferrari – Paul Massey, David Giammarco, i Steven A. Morrow - Joker – Tom Ozanich, Dean Zupancic i Tod Maitland - Once Upon a Time in Hollywood – Michael Minkler, Christian P. Minkler i Mark Ulano |
| Millor direcció artística | Millor fotografia |
| - Once Upon a Time in Hollywood – Barbara Ling, Nancy Haigh - The Irishman – Bob Shaw, Regina Graves - Jojo Rabbit – Ra Vincent, Nora Sopková - 1917 – Dennis Gassner, Lee Sandales - Paràsits – Lee Ha-jun, Cho Won-woo | - 1917 – Roger Deakins - The Irishman – Rodrigo Prieto - Joker – Lawrence Sher - The Lighthouse – Jarin Blaschke - Once Upon a Time in Hollywood – Robert Richardson |
| Millor maquillatge | Millor vestuari |
| - Bombshell – Kazuhiro Tsuji, Anne Morgan i Vivian Baker - Joker – Nicki Ledermann i Kay Georgiou - Judy – Jeremy Woodhead - Maleficent: Mistress of Evil – Paul Gooch, Arjen Tuiten i David White - 1917 – Naomi Donne, Tristan Versluis i Rebecca Cole | - Little Women – Jacqueline Durran - The Irishman – Sandy Powell] i Christopher Peterson - Jojo Rabbit – Mayes C. Rubeo - Joker – Mark Bridges - Once Upon a Time in Hollywood – Arianne Phillips |
| Millor muntatge | Millors efectes visuals |
| - Ford v Ferrari – Andrew Buckland i Michael McCusker - The Irishman – Thelma Schoonmaker - Jojo Rabbit – Tom Eagles - Joker – Jeff Groth - Paràsits – Yang Jin-mo | - 1917 – Guillaume Rocheron, Greg Butler i Dominic Tuohy - Avengers: Endgame – Dan DeLeeuw, Matt Aitken, Russell Earl i Dan Sudick - The Irishman – Pablo Helman, Leandro Estebecorena, Stephane Grabli, and Nelson Sepulveda - The Lion King – Robert Legato, Adam Valdez, Andrew R. Jones i Elliot Newman - Star Wars: L'ascens de Skywalker – Roger Guyett, Neal Scanlan, Patrick Tubach i Dominic Tuohy |

## In Memoriam
El capítol anual In Memoriam va ser presentat per Steven Spielberg, amb Billie Eilish cantant "Yesterday" acompanyat de Finneas O'Connell durant la seqüència.
- Kobe Bryant
- Rip Torn
- Barbara Hammer
- Patricia Blau
- Bernie Pollack
- Steve Golin
- Paul LeBlanc
- John Briley
- Diahann Carroll
- Terry Jones
- Catherine Burns
- Agnès Varda
- Wayne Fitzgerald
- David Foster
- Danny Aiello
- Buck Henry
- Stanley Donen
- David V. Picker
- Barry Malkin
- Robert Forster
- Robert Evans
- Richard Williams
- Machiko Kyō
- James R. Alexander
- Anna Karina
- D. A. Pennebaker
- Leonard Goldberg
- Fernando Luján
- André Previn
- Peter Mayhew
- Sylvia Miles
- William J. Creber
- Godfrey Gao
- Bibi Andersson
- Michael Lynne
- Gene Warren Jr.
- Alvin Sargent
- Doris Day
- Anna Udvardy
- Sid Ramin
- Michelle Guish
- Sidney Sheinberg
- Ben Barenholtz
- Joss Williams
- Piero Tosi
- Kenneth Walker
- Rutger Hauer
- Syd Mead
- Harriet Frank Jr.
- Franco Zeffirelli
- John Witherspoon
- Bernard Chevry
- Seymour Cassel
- Peter Fonda
- Branko Lustig
- Gerry Smith
- John Singleton
- Kirk Douglas

Es va notar que s'han omès algunes notables morts el 2019, incloses Luke Perry, Sid Haig i Cameron Boyce, tot i que el lloc web de l'Acadèmia presenta una llista In Memoriam més gran que inclou aquestes tres, entre d'altres omissions durant la cerimònia.